# Charta 08
Die Charta 08 (chinesisch 零八宪章, Pinyin Língbā Xiànzhāng) ist ein von ursprünglich 303, inzwischen mehr als 5000 chinesischen Intellektuellen und Bürgerrechtsaktivisten unterzeichnetes Manifest, das zu politischen Reformen und Demokratisierung in der Volksrepublik China
aufruft.

„Hundert Jahre sind vergangen, seit Chinas erste Verfassung geschrieben wurde. 2008 jährt sich zum sechzigsten Mal die Allgemeine Erklärung der Menschenrechte, zum dreißigsten Mal die Einrichtung der Demokratiemauer in Peking und zum zehnten Mal die chinesische Unterschrift unter den Internationalen Pakt über bürgerliche und politische Rechte. Wir nähern uns dem zwanzigsten Jahrestag des Tian’anmen-Massakers von 1989 an Studenten, die für die Demokratie demonstrierten. Im chinesischen Volk, das während dieser Jahre Menschenrechtskatastrophen und unzählige Kämpfe zu ertragen hatte, gibt es nun viele, die klar erkennen, dass Freiheit, Gleichheit und Menschenrechte universelle Werte der Menschheit sind, und dass Demokratie und eine verfassungsmäßige Regierung ein grundlegender Rahmen für den Schutz dieser Werte sind.“

Die Charta ist eines der seltenen in China verfassten Dokumente, die die herrschende Kommunistische Partei Chinas auffordern, größere Meinungsfreiheit zu gewähren und freie Wahlen zuzulassen. Sein Name ist eine Anspielung an die Charta 77, mit der Dissidenten Kritik am kommunistischen Regime der Tschechoslowakei übten.
Insgesamt 303 Personen, u. a. Liu Xiaobo, Ai Weiwei, ferner die bekannten Bloggerinnen Tsering Woeser und Zeng Jinyan, Rechtsanwälte und ein in Ungnade gefallener früherer Funktionär der Kommunistischen Partei, trotzten der Gefahr ihrer drohenden Verhaftung und traten als Erstunterzeichner an die Öffentlichkeit. Die Charta fordert 19 Maßnahmen, um die Menschenrechtssituation in China zu verbessern. Verlangt werden unter anderem eine unabhängige Justiz, die Freiheit, Vereinigungen zu gründen, und ein Ende des Einparteiensystems. „Alle Arten von sozialen Konflikten haben sich unablässig angesammelt und die Gefühle der Unzufriedenheit sind stetig angewachsen“, heißt es darin. „Das gegenwärtige System ist in solchem Maße rückständig geworden, dass Wandel nicht mehr vermeidbar ist.“ China sei die einzige Großmacht, die immer noch ein autoritäres System beibehalte, das die Menschenrechte solcherart einschränke. „Diese Situation muss sich ändern! Politische demokratische Reformen können nicht länger hinausgeschoben werden!“

## Forderungen der Charta 08
Die Unterzeichner der Charta 08 setzen sich ein für:
- Eine neue Verfassung
- Gewaltenteilung
- Eine demokratische Gesetzgebung
- Eine unabhängige Justiz
- Die Kontrolle der Beamten durch die Öffentlichkeit
- Die Gewährleistung der Menschenrechte
- Regelmäßige Wahlen der Regierungsbeamten
- Die Gleichheit von Stadt und Land
- Die Freiheit, Vereinigungen zu bilden
- Versammlungsfreiheit
- Meinungsfreiheit
- Religionsfreiheit
- Die Einführung eines staatsbürgerlichen Unterrichts
- Den Schutz des Privateigentums
- Eine Finanz- und Steuerreform
- Die Einführung einer Sozialversicherung
- Den Umweltschutz
- Eine föderative Republik
- Eine Wahrheitskommission.[5]

## Verhaftung und Verurteilung von Unterzeichnern, Internationale Reaktionen darauf

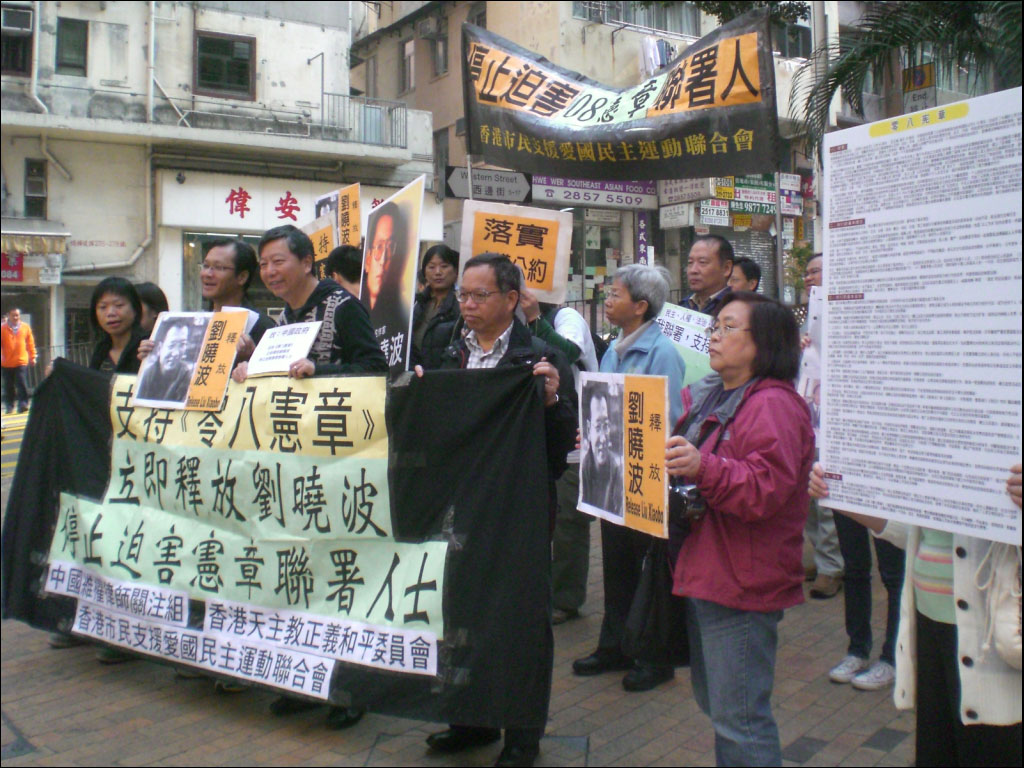
Demonstranten protestieren in Hongkong gegen die Festnahme von Liu Xiaobo

Am 8. Dezember 2008, zwei Tage vor dem 60. Jahrestag der Verabschiedung der Allgemeinen Erklärung der Menschenrechte durch die Generalversammlung der Vereinten Nationen, wurde Liu Xiaobo von der Polizei in seiner Wohnung festgenommen. Nur Stunden nach seiner Festnahme wurde der Text der Charta 08 im Internet veröffentlicht.
Der damalige deutsche Außenminister Frank-Walter Steinmeier erklärte am 10. Dezember 2008:

„Wir dürfen nicht schweigen. Auch nicht gegenüber China und erst recht nicht angesichts der Verhaftung von Liu Xiaobo, der vor zwei Tagen in China verhaftet wurde, weil er den Appell „Charta 2008“ verteilen wollte. Ein Ereignis, das die menschenrechtlich unbefriedigende Lage nochmals dokumentiert.“

Der bekannte Dissident Liu Xiaobo wurde im Dezember 2009 aufgrund seiner Unterschrift für die Menschenrechte zu 11 Jahren Haft verurteilt. Dagegen gab es Proteste aus aller Welt, darunter auch seitens der deutschen Bundeskanzlerin Angela Merkel. 2010 erhielt Liu Xiaobo den Friedensnobelpreis.

## Reaktionen
Die Stellungnahmen zu den Inhalten der Charta 08 sind sehr unterschiedlich. Aus den Stellungnahmen, die einige der Unterzeichner im Internet veröffentlicht haben, geht hervor, dass es sich für sie dabei um schon lange unerledigt im Raum stehende Ideen und Forderungen handelt, denen bloß die Zähigkeit des Regierungsapparats entgegensteht. Der marxistische Dissident Wang Xizhe, der in den achtziger Jahren jahrelang in chinesischen Gefängnissen saß und seit 1993 im amerikanischen Exil lebt, hält die Charta für ein Manifest der chinesischen „Rechten“ und fordert dringend eine „linke“ Version.
Felix Wemheuser merkt an: „Vor dem Hintergrund wachsender sozialer Unruhen hat die chinesische Regierung Angst, dass sich kritische Intellektuelle mit protestierenden Bauern und Arbeitern verbünden könnten. 1989 wurde die Regierung durch eine Studenten- und Arbeiterbewegung herausgefordert. Neben Menschenrechten fordern sie auch die Einhaltung der Arbeitsschutzgesetze und der Rechte der Bauern. Allerdings ist die Charta auch wirtschaftlich ein liberales Programm“ und „Eine Privatisierung würde zu einer Konzentration des Landbesitzes führen, Millionen von Bauern würden ihre Nutzungsrechte verlieren. Diesen Verlust könnte auch die Erfüllung der Forderung der Charta 08, das Haushaltsregistersystem (Hukou) abzuschaffen, nicht aufwiegen“. Andererseits seien bei aller notwendigen Kritik an der Privatisierung menschlicher Grundbedürfnisse „die Erfahrungen vieler Menschen — nicht nur die der Chartisten — mit den staatlichen Unternehmen in China nicht die Besten“.
Eine differenzierte Position bezieht Qin Hui von der Pekinger Tsinghua-Universität. Während er die Forderung nach Meinungsfreiheit und demokratischen Rechten teilt, kritisiert er, die Charta 08 ignoriere die sozialen Probleme breiter Teile der Bevölkerung: „Ich stimme nicht mit den Ansichten überein, aber unterstütze entschlossen das Recht, diese zu äußern“. Ähnlich Au Loong-yu vom Globalization Monitor in Hongkong: „Es ist traurig mit anzusehen, dass chinesische Autoren im Umfeld der „Utopia“-Webseite der „Neuen Linken“ die Position der Charta zwar kritisiert, zu der Verhaftung aber geschwiegen oder ihr sogar heimlich Beifall gezollt haben“ und „Dennoch möchten wir auf ein offensichtliches Versäumnis der Charta hinweisen: Sie macht sich nicht die Mühe, grundlegende Beschäftigtenrechte wie das Recht auf unabhängige Gewerkschaften und Kollektivverhandlungen anzumahnen und streift auch das Streikrecht nur kurz als eines in einer langen Liste von Grundrechten“.
Vertreter orthodox marxistischer Positionen lehnen die Charta vielfach ab. So bezeichnet die US-amerikanische trotzkistische Zeitung Workers Vanguard die Charta 08 als „ein explizites Programm für kapitalistische Konterrevolution“. Ähnlich sieht dies der in den USA lebende Publizist Zheng Zhao Xi: „Was die 'Charta08' in dieser Hinsicht vorschlägt, bedeutet nicht eine Gesellschaft für die Menschen aufzubauen, sondern die Gesellschaft einer 'Dschungelgesellschaft' mit Naturgesetzen.“ Sie wolle somit dem „Imperialismus helfen, die große Strategie des Kommunismus von der Erdoberfläche [auszumerzen]“.
Liu Xiaobo symbolisch auch für die anderen Unterzeichner der Charta 08 erhielt am 11. März 2009 in Prag den Homo Homini Preis 2008 von Václav Havel, dem ehemaligen tschechischen Dissidenten und Präsidenten überreicht.
Für sein Eintreten für die Menschenrechte wurde er 2010 mit dem Friedensnobelpreis ausgezeichnet.